# Медаль «За відбудову підприємств чорної металургії Півдня»
Меда́ль «За відбудо́ву підприє́мств чо́рної металургі́ї Пі́вдня» — медаль, державна нагорода СРСР. Введена указом Президії Верховної Ради СРСР 18 травня 1948 року. Автор малюнку медалі — художник І. І. Дубасов.

## Опис
Медаль «За відбудову підприємств чорної металургії Півдня» має форму правильного круга діаметром 32 мм, виготовлена з латуні.
На лицьовому боці медалі зображено відбудовану домну, у правій частині — фігуру робітника. У верхній частині медалі розміщений напис по колу «За восстановление предприятий чёрной металлургии юга». У нижній частині по колу — лаврова гілка, у центрі якої — п'ятикутна зірка.
На зворотному боці — напис у два рядки: «Труд в СССР — дело чести». Над написом зображено серп і молот. Усі зображення та написи на медалі випуклі.
Медаль «За відбудову підприємств чорної металургії Півдня» за допомогою вушка і кільця з'єднується з п'ятикутною колодочкою, обтягнутою шовковою муаровою стрічкою шириною 24 мм. Посередині стрічки синя смужка завширшки 8 мм, по боках якої вузькі білі смужки, далі — блакитні смужки завширшки 5 мм кожна. По краях стрічки — сині смужки завширшки 2 мм.

## Нагородження медаллю
Медаллю «За відбудову підприємств чорної металургії Півдня» нагороджувалися робітники, службовці, інженерно-технічні та господарські працівники за видатну роботу, високі виробничі показники та заслуги у відбудові підприємств чорної металургії Півдня, зруйнованих під час німецько-радянської війни.
Медаль носиться на лівій стороні грудей, за наявності у нагородженого інших медалей СРСР розташовується після медалі «За зміцнення бойової співдружності».
На 1 січня 1995 року медаллю «За відбудову підприємств чорної металургії Півдня» було проведено близько 68 710 нагороджень.